# 广东省妇女联合会
广东省妇女联合会，简称广东省妇联，是中华人民共和国广东省妇女儿童工作者组成的人民团体，是中华全国妇女联合会的地方组织，接受中国共产党广东省委员会的领导。其最高权力机构是广东省妇女代表大会。

## 主要职责
广东省妇女联合会的主要职责是：
1. 组织引导妇女学习贯彻习近平新时代中国特色社会主义思想和党的路线方针政策，用中国特色社会主义共同理想凝聚妇女。
2. 围绕省委、省政府的中心任务开展工作，团结、动员、组织妇女群众投身改革开放和中国特色社会主义建设事业。
3. 宣传马克思主义妇女观，推动落实男女平等基本国策，宣传表彰优秀妇女典型，培养、推荐女性人才。
4. 代表妇女参与国家和社会事务的民主决策、民主管理、民主监督;坚持为妇女儿童服务、为基层服务，推动全社会为妇女儿童办好事实事。
5. 强化家庭文明建设，传承家庭美德，推进家庭教育，教育引导广大妇女践行社会主义核心价值观。
6. 维护妇女儿童合法权益，推动优化妇女儿童发展的社会环境
7. 加强妇联组织人才队伍和阵地建设，加强和创新基层组织建设;积极发展同各国、港澳台地区和海外华侨华人妇女、妇女组织的友好交往。
8. 依法依章程开展工作，承办省委和全国妇联交办的其他任务。

## 内设机构
- 办公室
- 组织联络部
- 宣传部（与妇女发展部合署）
- 权益部
- 家庭和儿童工作部
- 广东省妇女儿童工作委员会办公室

## 下属单位
- 广东省妇女联合会会社会服务中心
- 家庭期刊集团有限公司
- 广东省妇女儿童活动中心有限公司